# Mantequilla de cannabis
La mantequilla de Marrakesh (زبدة مراكش zabdat marrākish), más comúnmente, mantequilla de cannabis o mantequilla de marihuana es una mantequilla que ha sido infusionada con algún componente de la marihuana, por lo que tiene efectos psicotrópicos, además de ingrediente base para muchos comestibles de cannabis que llevan mantequilla, como tartas y pasteles. Se elabora a partir de disolver tetrahidrocannabinol (THC), el principal constituyente psicoactivo del cannabis, en mantequilla común.
Teóricamente la mantequilla de Marrakech no se usa pura. Generalmente se usa en la preparación de «pasteles espaciales» en lugar de mantequilla normal o en la preparación de otras especialidades culinarias de cannabis que requieran mantequilla. También se puede usar resina de cannabis, es decir, hachís.

## Terminología
En inglés se la conoce como cannabutter (de cannabis y butter «mantequilla») o también space butter, puesto que con ella se preparan los space cakes.
En francés se conoce como beurre de Marrakech, de ahí el nombre en español. Se desconoce por qué hace referencia a esta ciudad marroquí en particular, aunque claramente guarda relación con la gran tradición y producción que tiene el cannabis en Marruecos. Cuando el Magreb fue colonizado por Francia, los europeos redescubrieron la cultura cannábica y las diferentes formas de consumir el cannabis de los magrebíes, cómo la mermelada dawamesk o los bombones majún.

## Galería
La siguiente galería de imágenes muestra una de las formas para realizar mantequilla de Marrakesh:

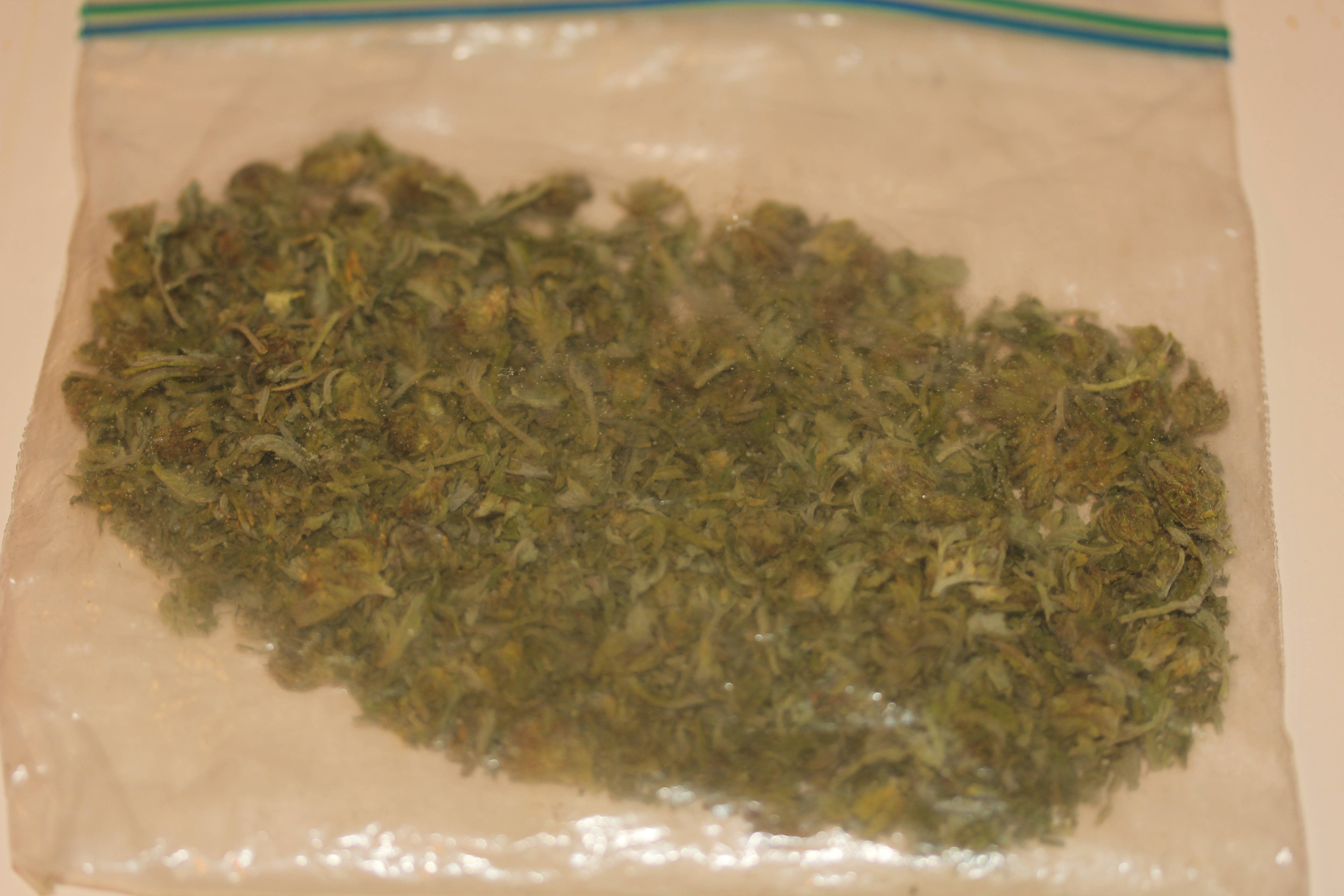
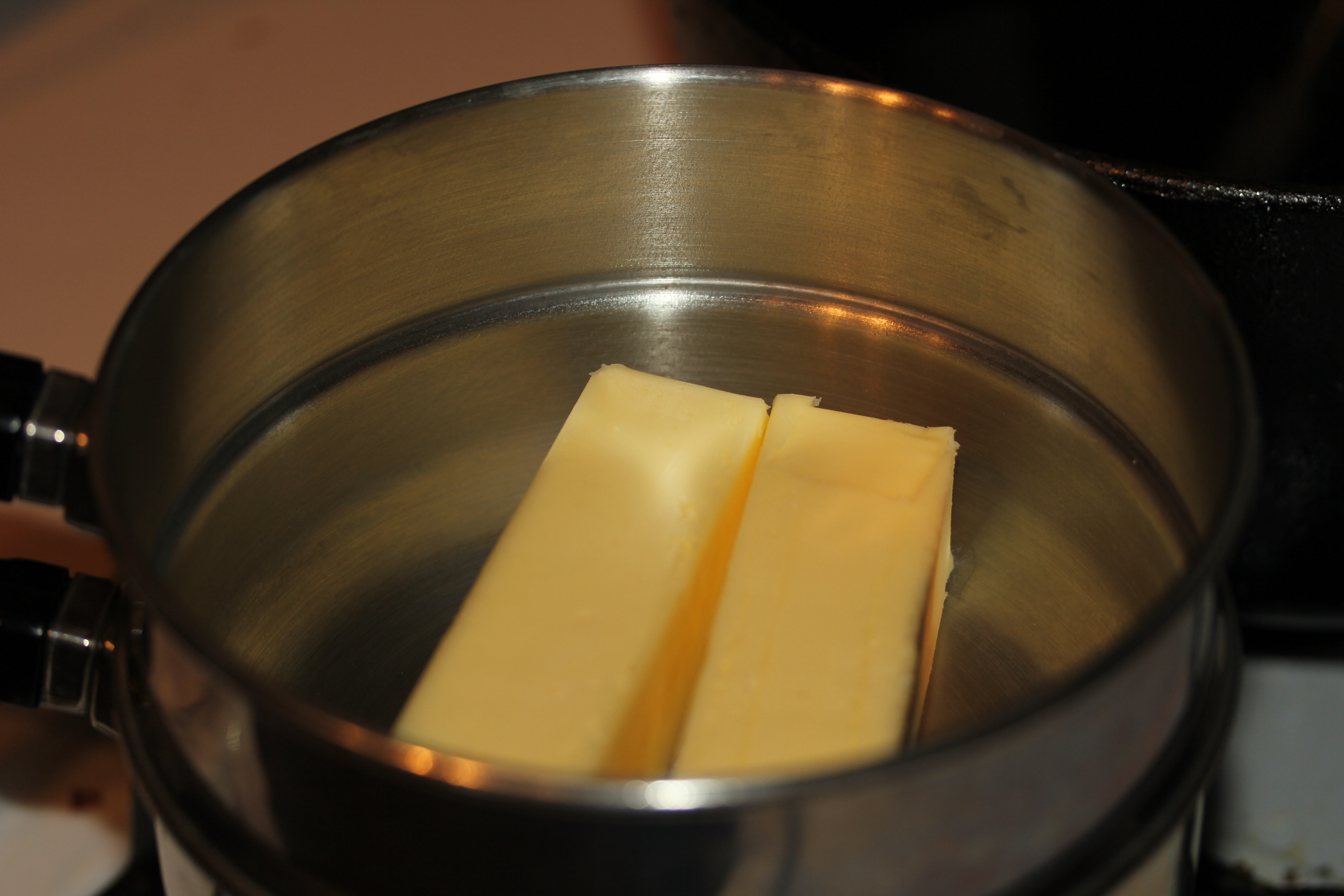
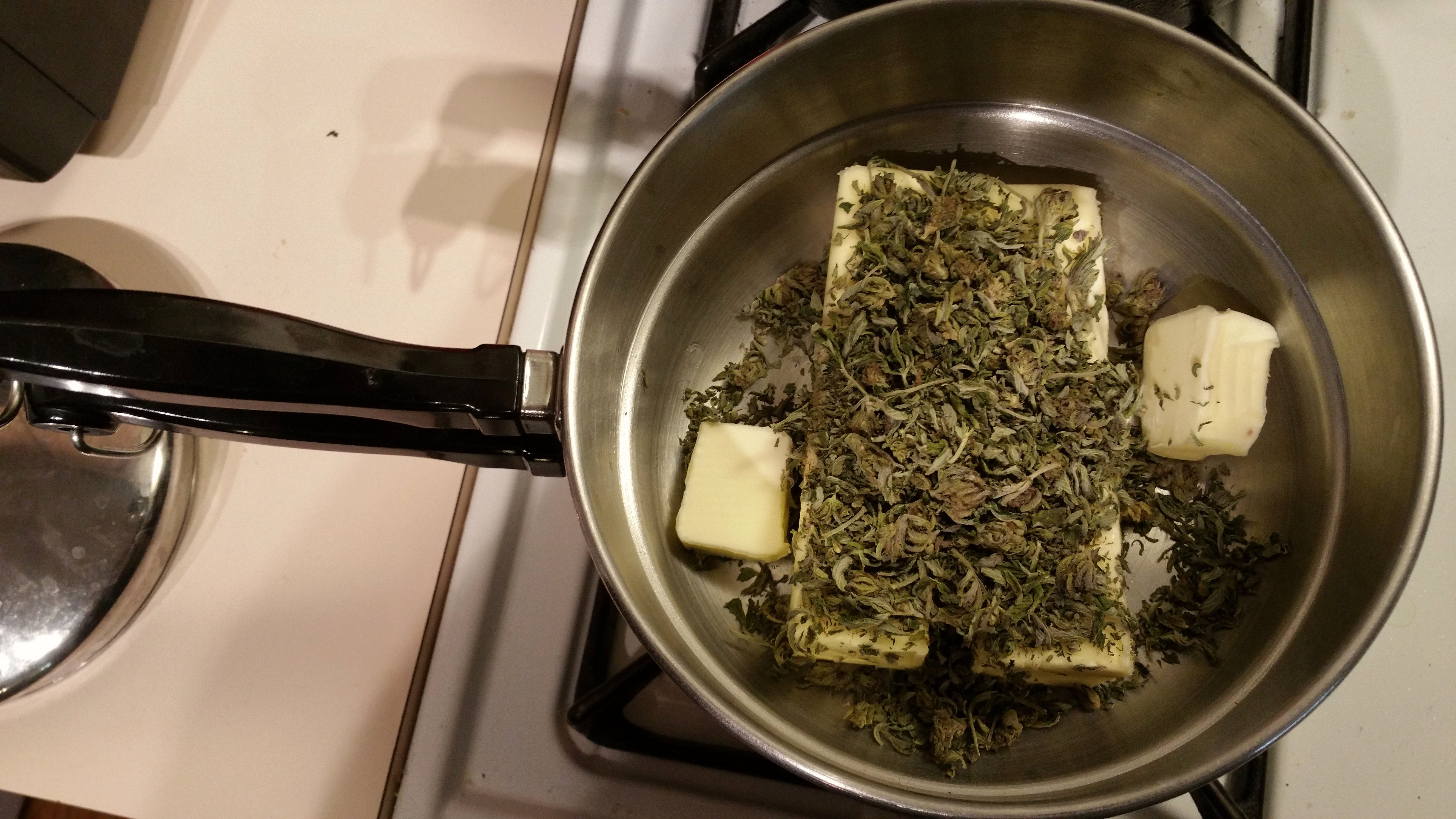
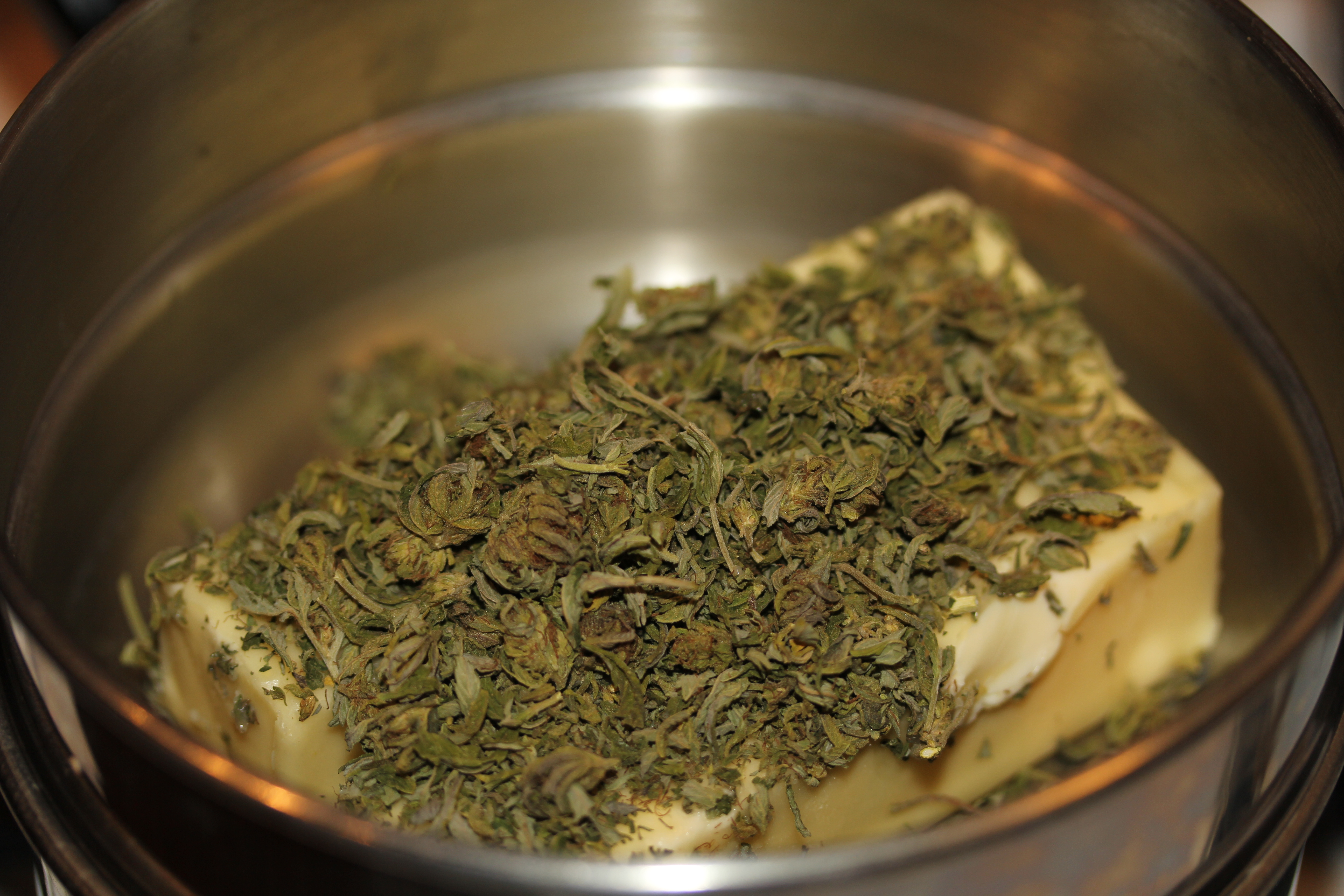
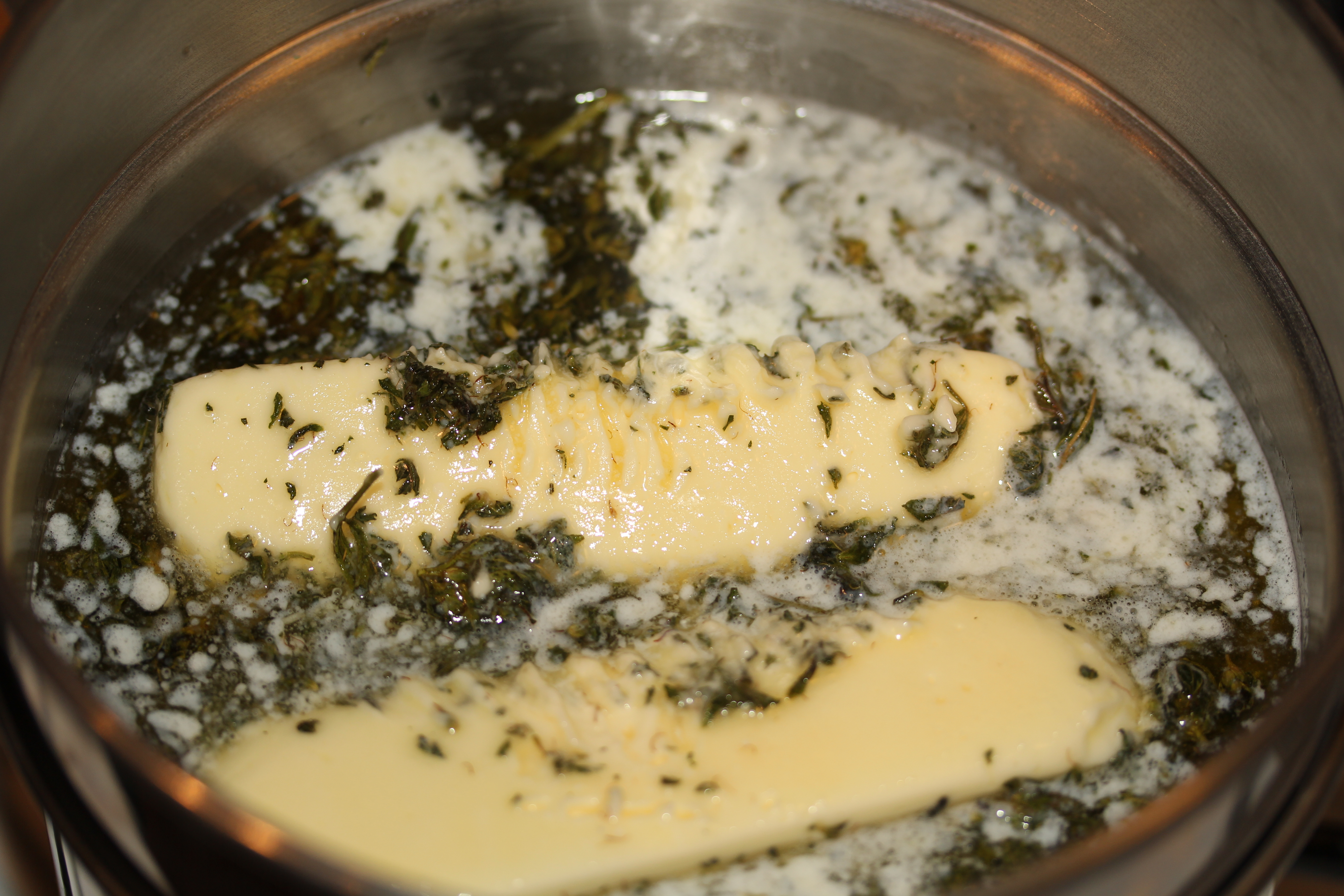
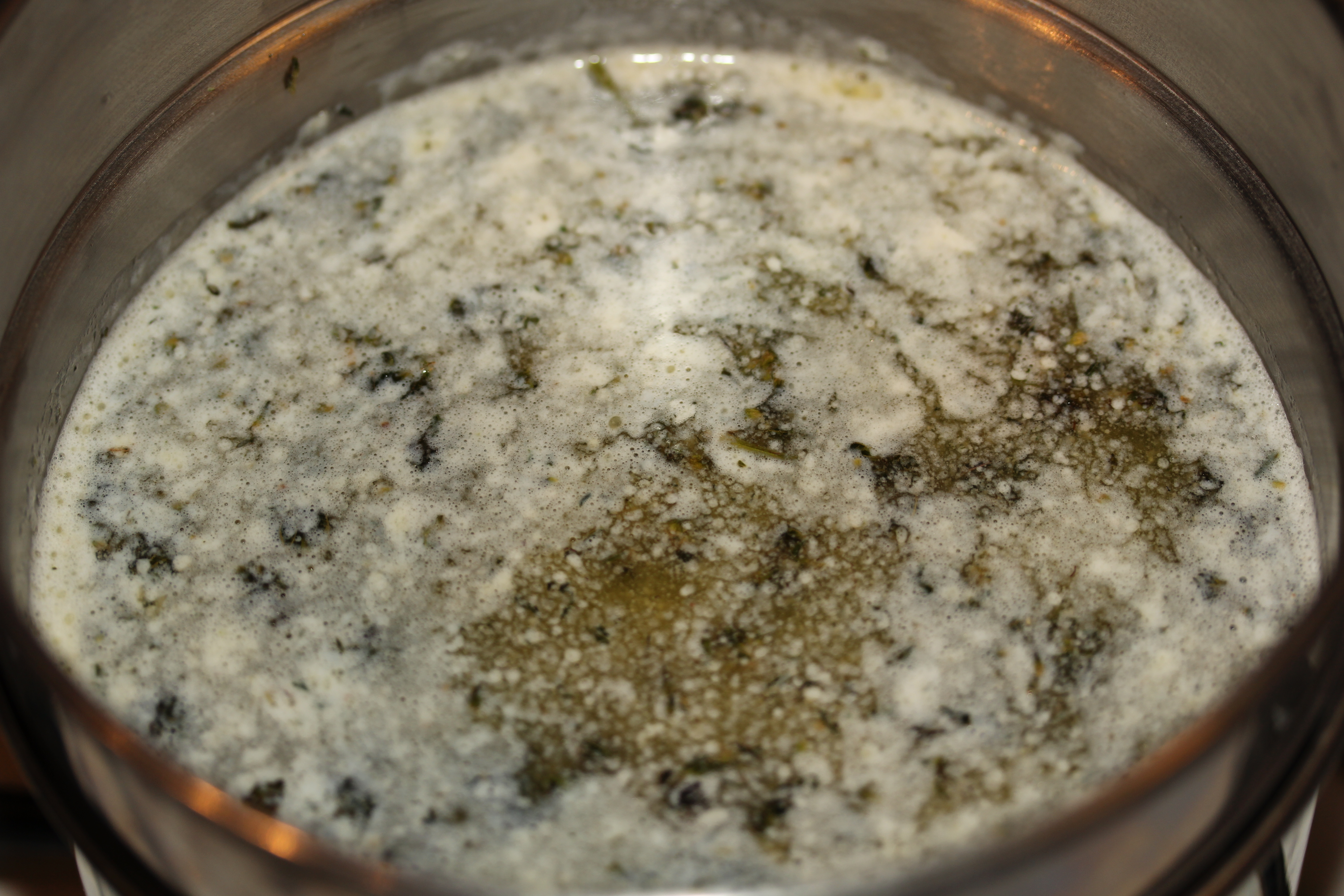
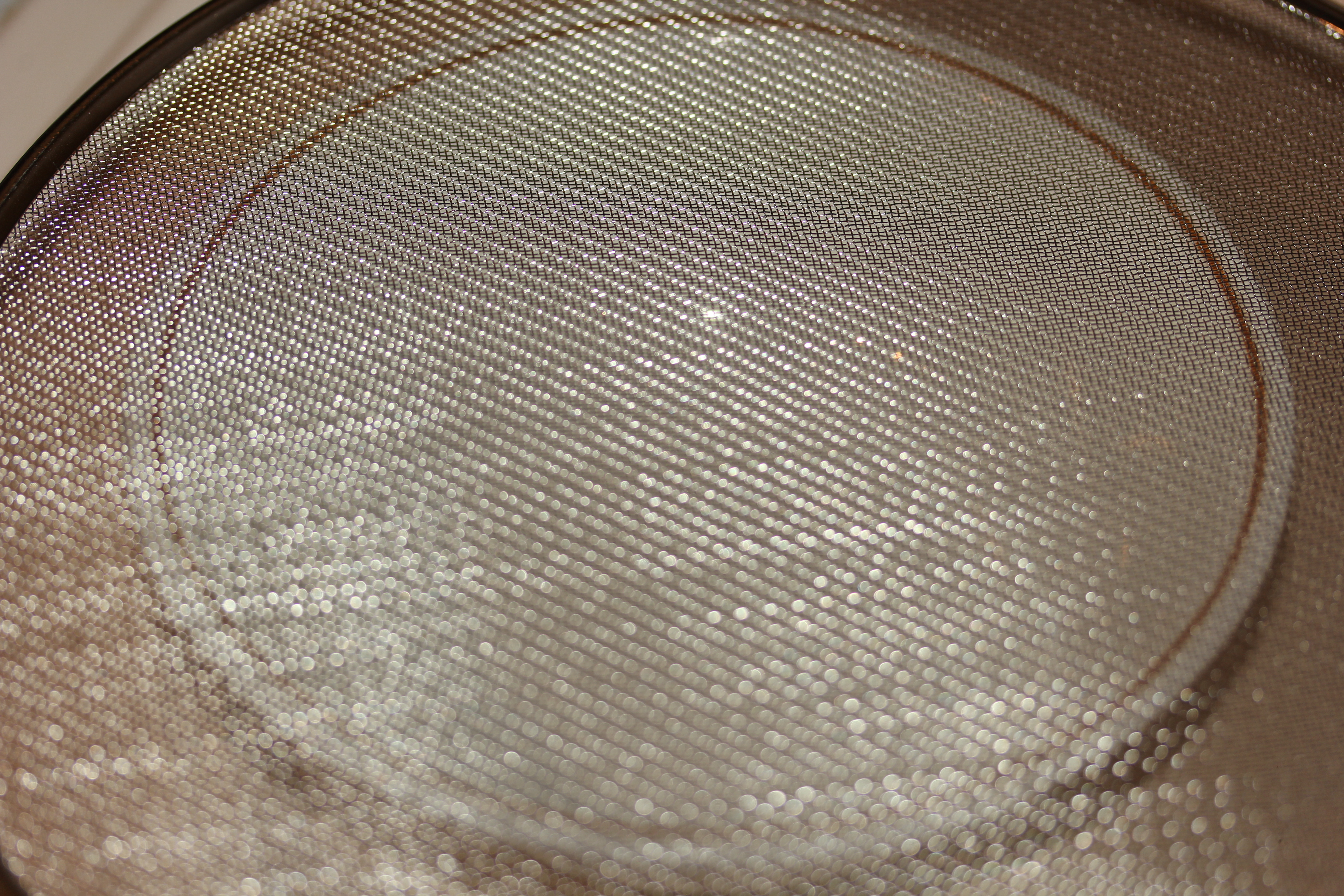
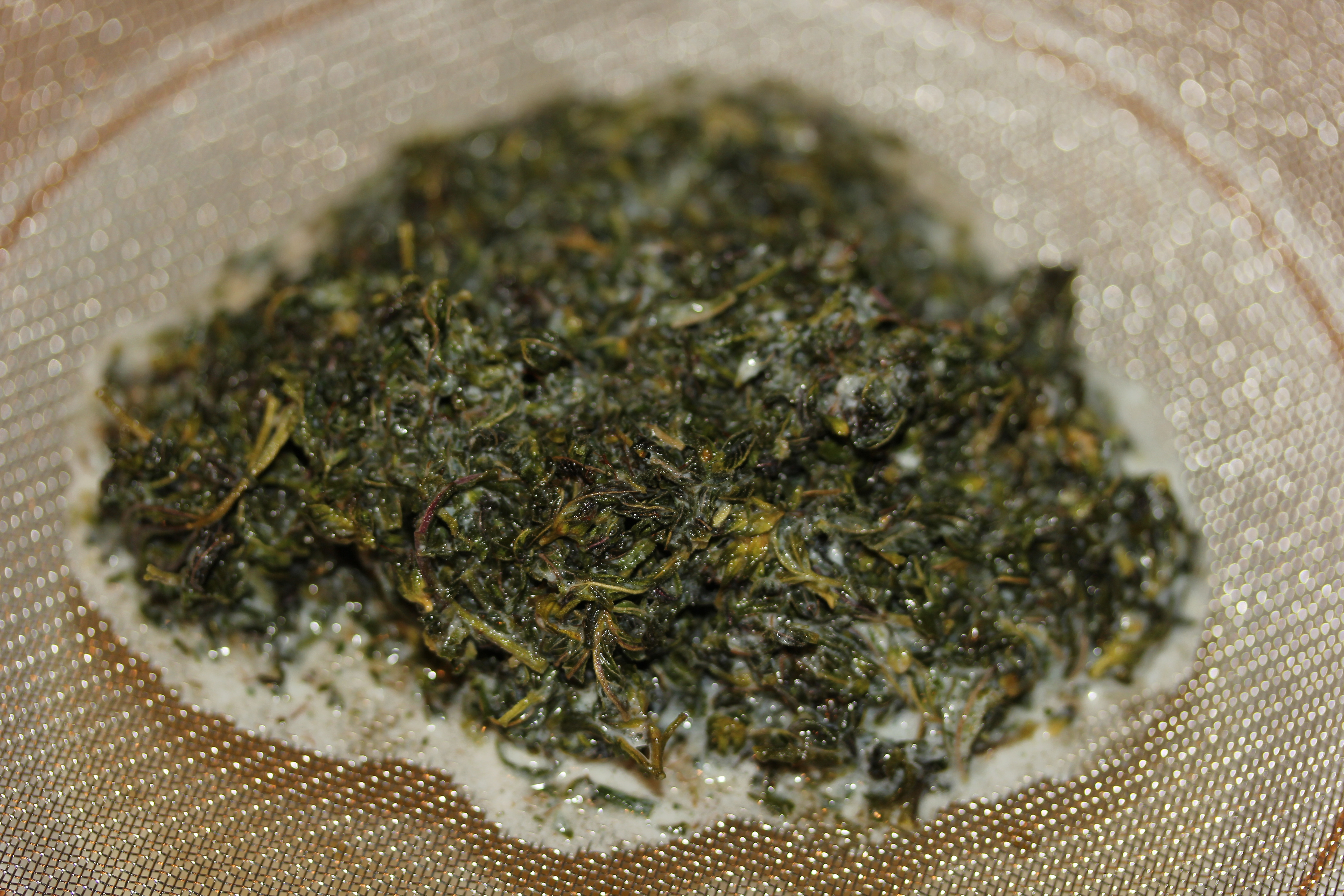
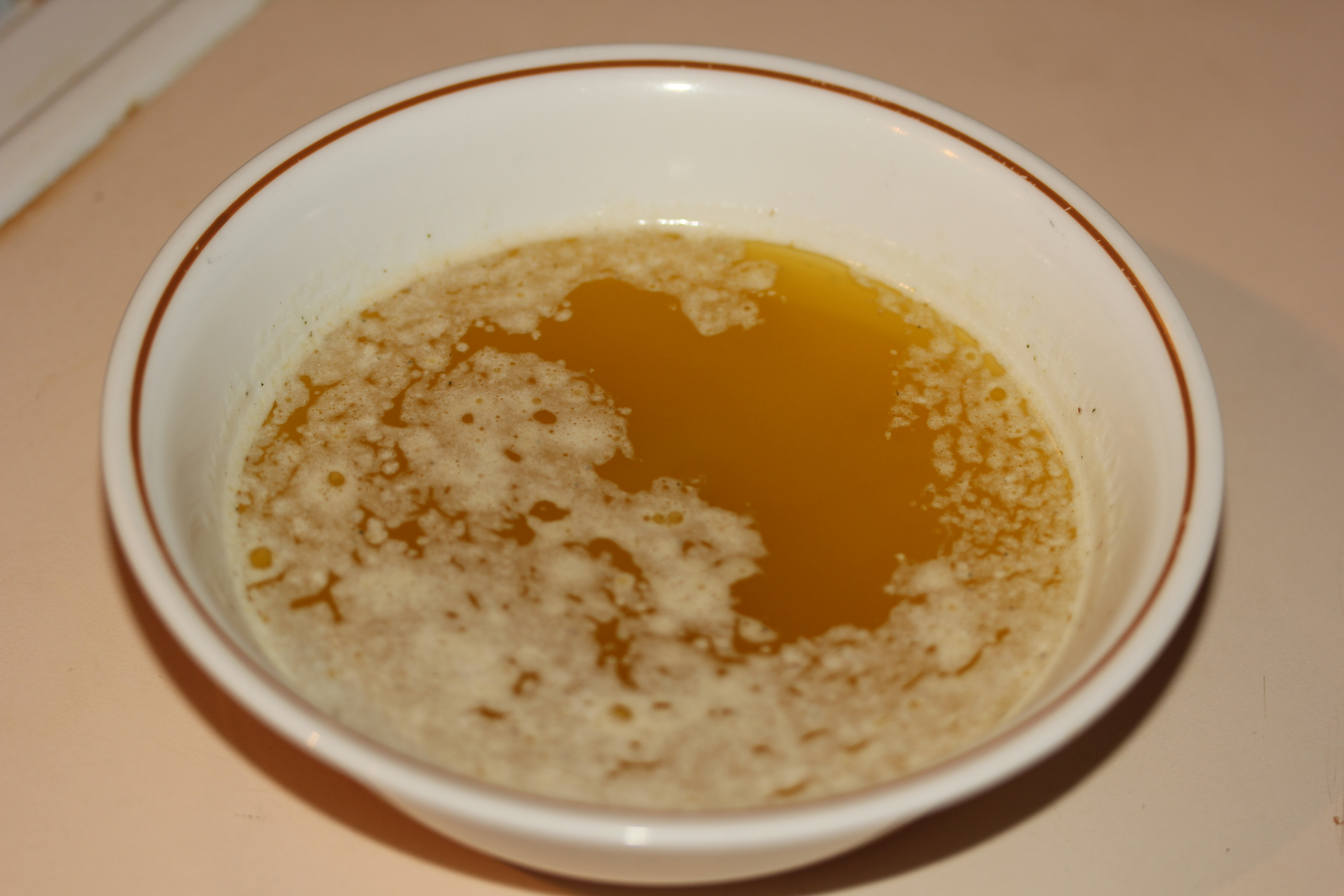